# Polizeiausbildung in Bayern

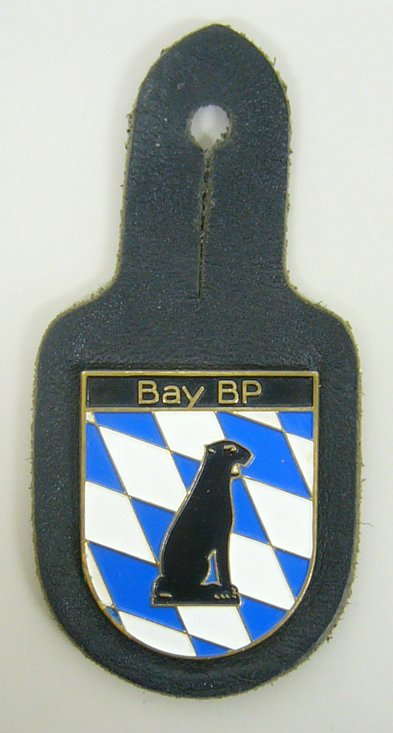
Verbandsabzeichen der Bayerischen Bereitschaftspolizei

Die Ausbildung bei der bayerischen Polizei gliedert sich in mehrere Abschnitte und unterschiedliche Themenbereiche und -schwerpunkte.
Die Einstellungszahlen für neue Beamte der Polizei Bayern unterscheiden sich dabei von Jahr zu Jahr. So wurden im Jahr 2005 lediglich ca. 250, 2006 ca. 300 Bewerber für den mittleren Dienst und 2005/2006 ca. 40 Bewerber für den gehobenen Dienst eingestellt. Im Jahr 2022 lag die Einstellungszahl im mittleren Dienst bei 1501 und im gehobenen Dienst bei 180. Die Einstellungszahlen richten sich dabei nach wirtschaftlichen Aspekten (unter anderem abhängig von der Haushaltslage des Freistaates) sowie dem Personalbedarf der Behörde. Die Bewerberzahl lag 2011 bei ca. 11.000 Bewerbern, die den Einstellungstest für die 2. Qualifikationsebene absolvierten. Für die 3. Qualifikationsebene lag die Bewerberzahl bei rund 2.400.
Eine Einstellung findet zweimal jährlich statt; jeweils zum 1. März und zum 1. September. Die Einstellungstests werden laufend durchgeführt.

## Laufbahnwahl und Bewerbungsverfahren
Da seit dem 1. Januar 2011 nur noch eine Laufbahn, die Leistungslaufbahn besteht, wird nicht mehr zwischen mittlerem und gehobenem Dienst unterschieden. Der mittlere Dienst entspricht nun dem Einstieg in die 2. Qualifikationsebene (2. QE), der gehobene Dienst der 3. Qualifikationsebene (3. QE). Der Bewerber hat somit die Möglichkeit, sich für den Einstieg über die 2. oder 3. QE sowie beide gleichzeitig zu bewerben, soweit die jeweiligen Voraussetzungen erfüllt werden.

### Allgemeine Voraussetzungen
Folgende Voraussetzungen sind allgemein zu erfüllen:
- Deutsche Staatsangehörigkeit (Ausnahmen möglich)
- beginnend mit dem Einstellungstermin September 2024 Körpergröße mindestens 160 cm (Ausnahmen möglich)
- Alter zwischen 17 und 30 Jahre am Einstellungstag (Ausnahmen möglich); Ausnahmen sind nur bei der Höchstaltersgrenze möglich (z. B. bei Vordienstzeiten durch Wehrdienst oder Wehrersatzdienst, zweitem Bildungsweg).
- Gesundheitliche Eignung
- Gesetzestreue, geordnete wirtschaftliche Verhältnisse
- Nur zulässige Tätowierungen
- Deutsches Schwimmabzeichen (mind. Bronze, Eigenerklärung genügt)

Für die 2. QE benötigt der Bewerber zusätzlich mindestens den qualifizierenden Hauptschulabschluss und eine abgeschlossene Berufsausbildung oder einen höherwertigen Schulabschluss; Voraussetzung ist die Anerkennung des Abschlusses in Bayern.
Für die 3. QE ist die Mindestanforderung die uneingeschränkte Fachhochschulreife (Fachabitur). Auch hier muss der Abschluss in Bayern anerkannt sein.
Die Bewerbung erfolgt über den Einstellungsberater einer bayerischen Polizeidienststelle. Üblicherweise ist ein Einstellungsberater für mehrere Landkreise zuständig.

### 2. Qualifikationsebene
Beim Bewerbungsverfahren findet ein Auswahltest (Einstellungstest) entweder in der I. Bereitschaftspolizeiabteilung in München oder in der IV. Bereitschaftspolizeiabteilung in Nürnberg statt. Dieser setzt sich aus verschiedenen Tests und Prüfungen zusammen:
- Schriftliche Prüfung (Sprach- und Grundfähigkeitstest)
- Sprachtest (Rechtschreibung, Ausdrucksvermögen, Wahl der korrekten Worte, Grammatik)
- Grundfähigkeitstest (logisches Denken, Merkfähigkeits- und Konzentrationsaufgaben)
- Mündliche Prüfung (Einstellungsgespräch durch ein Interview mit vorgefertigten Fragen zu verschiedenen Bereichen)
- Gruppenaufgabe (Gruppendiskussion mit der Lösung einer Problemstellung)
- Sportprüfung (verschiedene Sporttests)[3].

Zusätzlich erfolgt eine ärztliche Untersuchung, bei der die Tauglichkeit für den Polizeivollzugsdienst überprüft wird. Aus den Einzeltests bildet sich eine Gesamtnote, die zu einer Platzierung innerhalb der Bewerberrangliste führt. Ist die Platzzahl gut genug, kann der Bewerber die Ausbildung zum Polizeivollzugsbeamten antreten. Bei gleichen Noten entscheidet die bessere Sportnote.

### 3. Qualifikationsebene
Beim Bewerbungsverfahren für die 3. QE findet zuerst eine Prüfung durch den Bayerischen Landespersonalausschuss statt. Die zweiteilige schriftliche Prüfung wird dezentral an mehreren Orten in Bayern durchgeführt.
Im ersten Teil sind in 120 Minuten eine Textanalyse und eine Abhandlung zu verfassen. Im zweiten Teil, der ebenfalls 120 Minuten dauert, werden „Kenntnisse in den Bereichen Erdkunde, Geschichte, Wirtschaft und Recht, darüber hinaus die staatlichen und politischen Grundlagen Bayerns, der Bundesrepublik Deutschland und der Europäischen Union sowie zeitgeschichtliche Ereignisse in Kultur und Politik geprüft.“ Die Prüfung findet seit 2008 jedes Jahr im Oktober statt.
Aus der erreichten Note wird zusammen mit der Abiturnote aus den Fächern Deutsch, Mathematik (dreifach) und einer wählbaren Fremdsprache eine Gesamtnote gebildet und eine Rangliste erstellt. Ist die erreichte Platzziffer gut genug, folgt gegen Mitte Februar des Folgejahres die Aufforderung, sich dem Einstellungstest bei der Bereitschaftspolizei zu unterziehen.
Der Einstellungstest besteht aus folgenden Teilen:
- Mündliche Prüfung (Einstellungsgespräch als Interview mit vorgefertigten Fragen aus verschiedenen Bereichen)
- Gruppenaufgabe (Gruppendiskussion mit der Lösung einer Problemstellung)
- Sportprüfung (verschiedene Sporttests)[5].

Auch hier folgt eine ärztliche Untersuchung, bei der die Tauglichkeit für den Polizeivollzugsdienst überprüft wird. Dieser eintägige Test kann entweder in der I. Bereitschaftspolizeiabteilung in München oder in der IV. Bereitschaftspolizeiabteilung in Nürnberg durchgeführt werden.
Grundlage für die Einstellung in den gehobenen Dienst bei der bayerischen Polizei ist letztlich die Ranglistennote, die sich aus der Note des Landespersonalausschusses und der des Einstellungstests bei der Bereitschaftspolizei zusammensetzt. Liegen zwei Bewerber bei der Note gleichauf, entscheidet die bessere Note aus dem Sporttest.

## Ausbildung zum Polizeimeister in der 2. QE

### Grundlegendes

Dienstgradab-
zeichen eines Polizeiober-
wachtmeisters der 2. QE

Dienstgradab-
zeichen eines Polizeiober-
wachtmeisters der 3. QE

Die Ausbildung zum Polizeimeister bei der bayerischen Polizei ist eine normale Berufsausbildung und dauert 29 Monate. Dabei geschieht die Ausbildung nicht, wie in Betrieben, dual, sondern die Polizei ist sowohl Betrieb als auch Schulstätte. Die gesamte Ausbildung findet an einem Standort der bayerischen Bereitschaftspolizei statt. Dort bezieht der Beamte ein Zimmer, er wird verpflegt und erhält freie Heilfürsorge. Ergänzend dazu werden zur praktischen Ausbildung verschiedene Praktika (1. Jahr eine Woche, 2. Jahr ein und drei Monate) bei einer örtlichen Polizeiinspektion durchgeführt.
Die Rangliste München wurde, nach einem Votum des Bayerischen Landtages, ab der Einstellungsrunde März 2015 vom Bayerischen Innenministerium bis auf weiteres ausgesetzt.
Bis zur Aussetzung konnte der Bewerber eine Rangliste wählen. Er hatte die Wahl zwischen der Rangliste Bayern und der Rangliste München. Letztere verpflichtete den ausgebildeten Beamten dazu, mindestens zehn Jahre Dienst beim Polizeipräsidium München zu verrichten. Die Ausbildungszeit sowie die Zeit in der Einsatzhundertschaft wurden auf die Mindestverweildauer angerechnet. Aufgrund des geringeren Verhältnisses Bewerber/Ausbildungsplätze war die Chance auf Einstellung bei der Rangliste München höher, da die Ranglistennote „schlechter“ war. Bewerber für die Rangliste Bayern konnten ihren Dienst überall in Bayern verrichten, auch in der Landeshauptstadt.
Die Ausbildung wird als Polizeimeisteranwärter begonnen. Nach Bestehen der ersten beiden Ausbildungsabschnitte (1. Jahr) und der Erfüllung sonstiger beamtenrechtlicher Voraussetzungen folgt die Ernennung zum Polizeioberwachtmeister (A5). Diese Dienstbezeichnung existiert ausschließlich in Bayern. Während des Vorbereitungsdienstes soll der Anwärter die Befähigung zur Qualifikationsprüfung der 2. QE erlangen und den Eingangsdienstgrad Polizeimeister (A7) erhalten.
Die Bezüge betragen, mit Stand vom 1. Januar 2021, im ersten und zweiten Ausbildungsabschnitt 1.309,93 € brutto (Anwärtergrundbetrag), ab dem dritten Ausbildungsabschnitt ca. 2.469,54 € brutto (Besoldungsgruppe A 5). Im ersten Jahr ist der Anwärter Beamter auf Widerruf, ab dem zweiten Jahr Beamter auf Probe. Diese verbesserte Stellung bereits während des Vorbereitungsdienstes ist eine Besonderheit im bayerischen Beamtenwesen, sie ist auf die damaligen Demonstrationen in Wackersdorf und die damit zusammenhängende schlechte Stellung des Beamten bei Dienstunfähigkeit nach einer Verletzung im Dienst zurückzuführen.
Es ist jederzeit möglich, während und nach beendeter Ausbildung in der 2. QE durch einen Auswahltest als Direkteinsteiger in die 3. QE zu wechseln. Der Beamte wird dazu allerdings auf eigenen Wunsch aus dem mittleren Dienst entlassen, da ein Laufbahnwechsel ohne Entlassung als Umsteiger nicht möglich ist. Umsteiger, die bereits die Ausbildung abgeschlossen haben, werden im Studium direkt den Aufsteigern zugeteilt und müssen das 1. Jahr (Grundpraktikum I und II) nicht absolvieren.

### Ausbildungsablauf
Ab Einstellungstermin März 2006 wurde das bisherige Ausbildungsmodell der bayerischen Polizei in ein sogenanntes modulares Ausbildungssystem geändert. Die zweieinhalb Jahre dauernde Ausbildungszeit ist in halbjährliche Ausbildungsabschnitte aufgeteilt, die sich weiter in fünf „Leitthemen“ gliedern. Dabei soll ein Thema gleichzeitig von der rechtlichen, der praktischen und der taktischen Seite behandelt werden.
Von Halbjahr zu Halbjahr steigen während der Ausbildung die Anforderungen mit der Zahl der Vorschriften und Regelungen, die zu lernen sind. Anfangs werden einfache gesetzliche und praktische Grundlagen erlernt, die dann im Laufe der Ausbildung zusammengesetzt werden und den Auszubildenden sowohl schriftlich als auch praktisch vor immer komplexere Anforderungen stellen. Mit der ersten Beförderung zum Polizeioberwachtmeister (nach den ersten beiden Ausbildungsabschnitten) sind die Beamten auch Vollzugsbeamte, vorher können sie nur das „Jedermannsrecht“ für sich in Anspruch nehmen. Nach dem ersten Jahr werden sie vereinzelt zu Einsätzen herangezogen, beispielsweise zu Durchsuchungen von Waldstücken, äußeren Absperrungen bei Großereignissen oder Ähnlichem, seltener kann es aber bereits im ersten Ausbildungsjahr, dann allerdings im zweiten Ausbildungsabschnitt, zu kleineren Einsätzen wie Walddurchsuchungen oder Informationsveranstaltungen kommen.

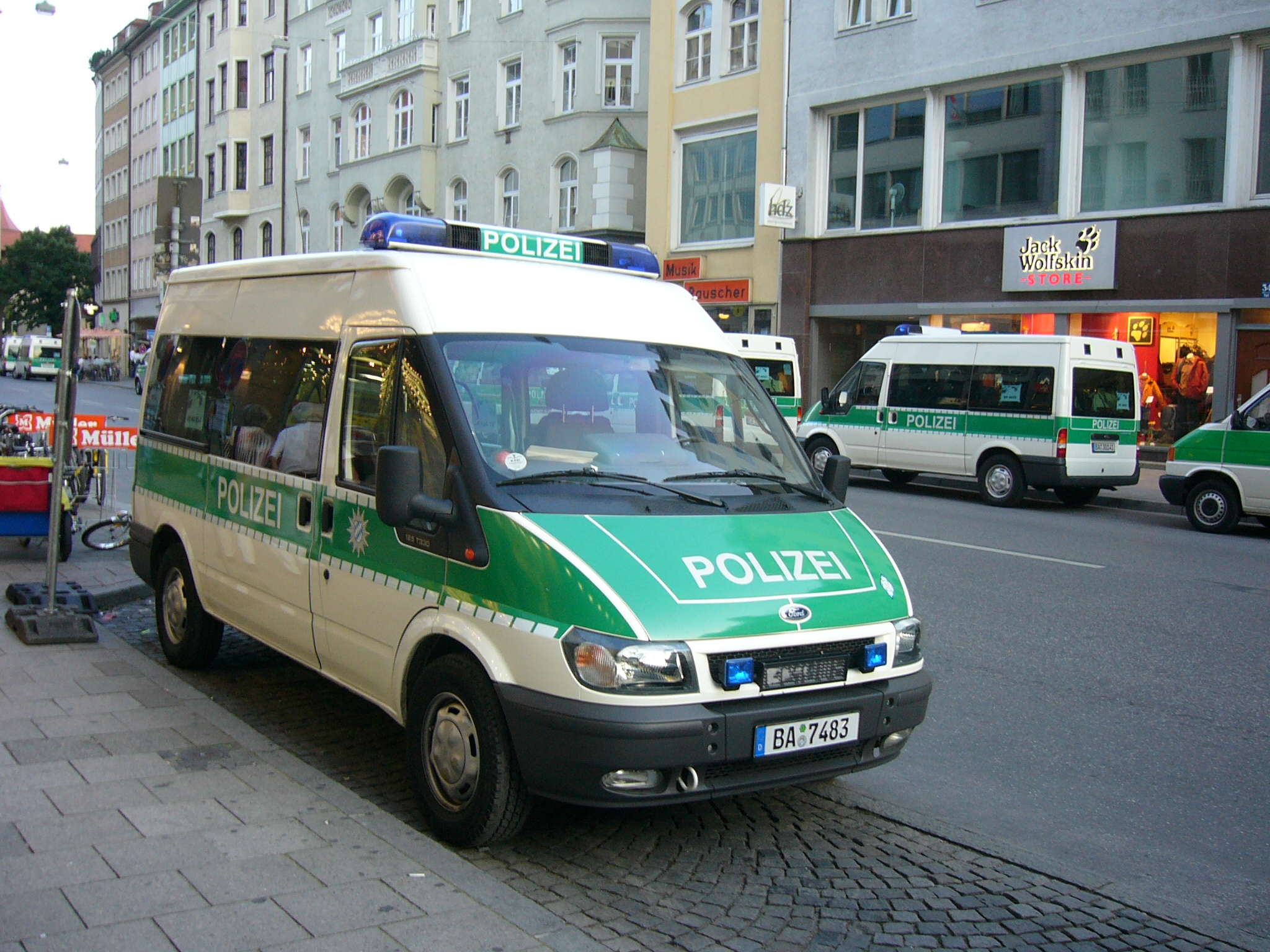
Einsatzfahrzeug der Bereitschaftspolizei; u. a. Ausbildungsfahrzeug beim Fahrtraining

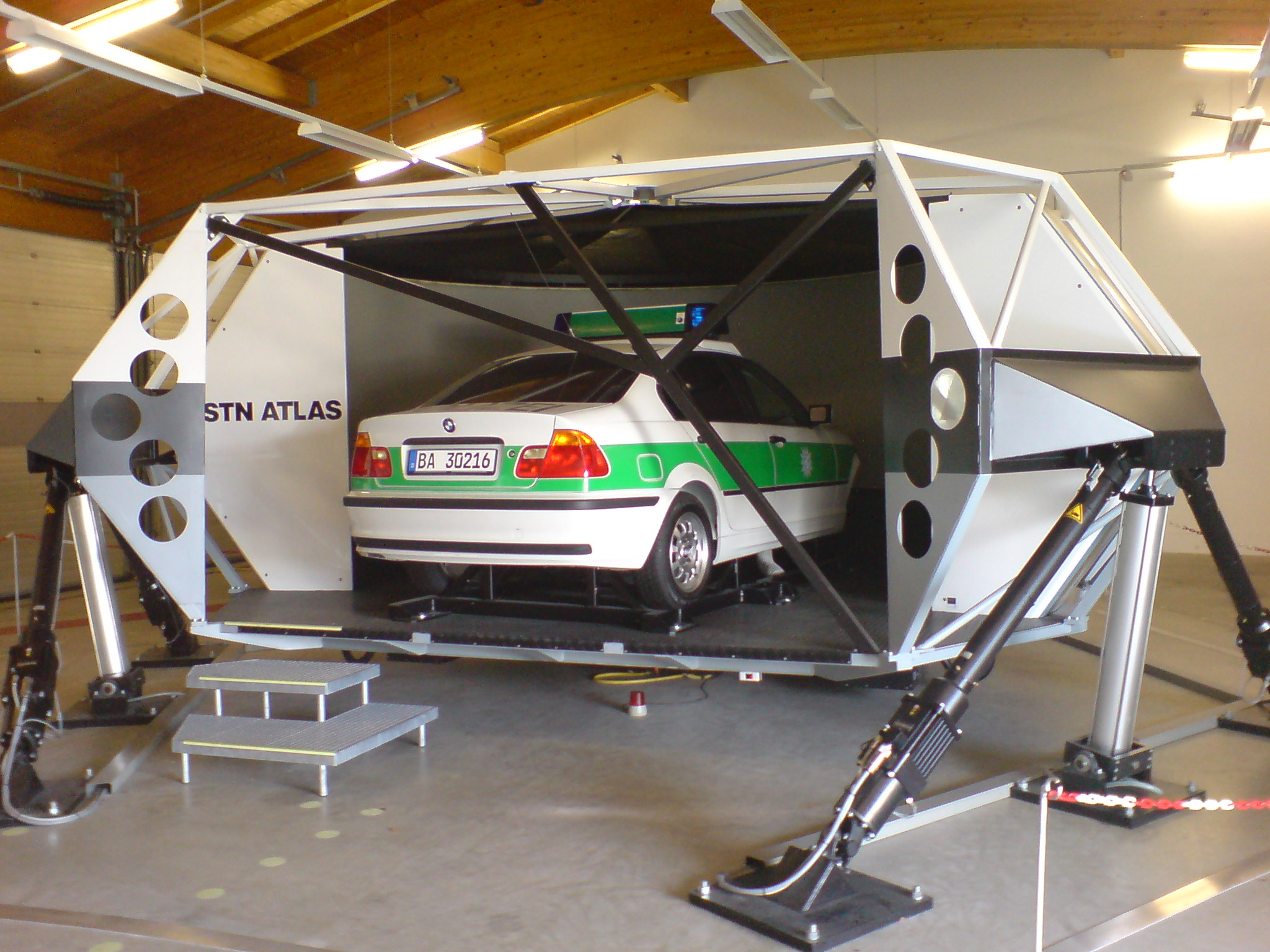
Fahrsimulator der Bereitschaftspolizei zum Training von Einsatzfahrten

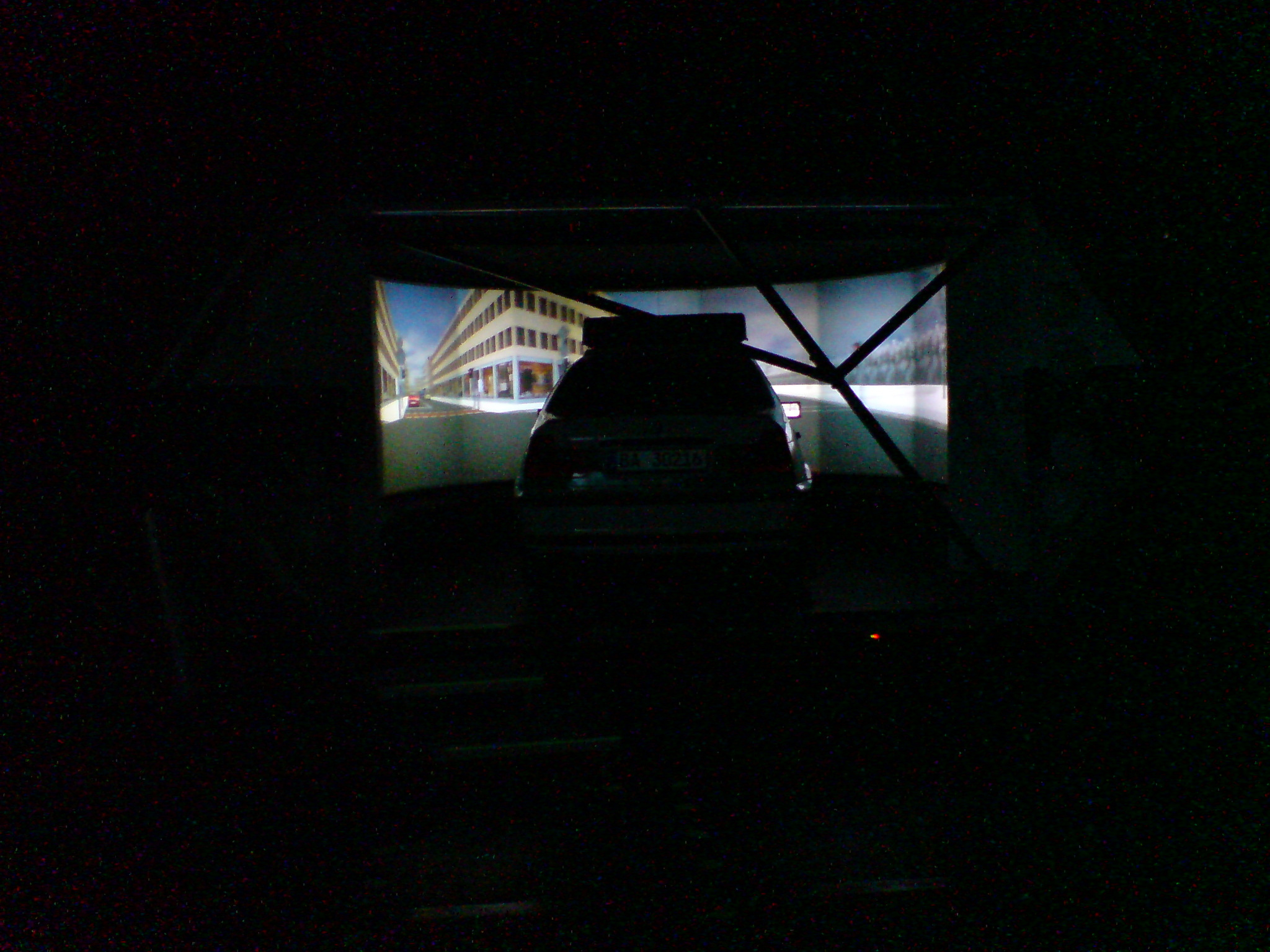
Simulator während einer Einsatzfahrt

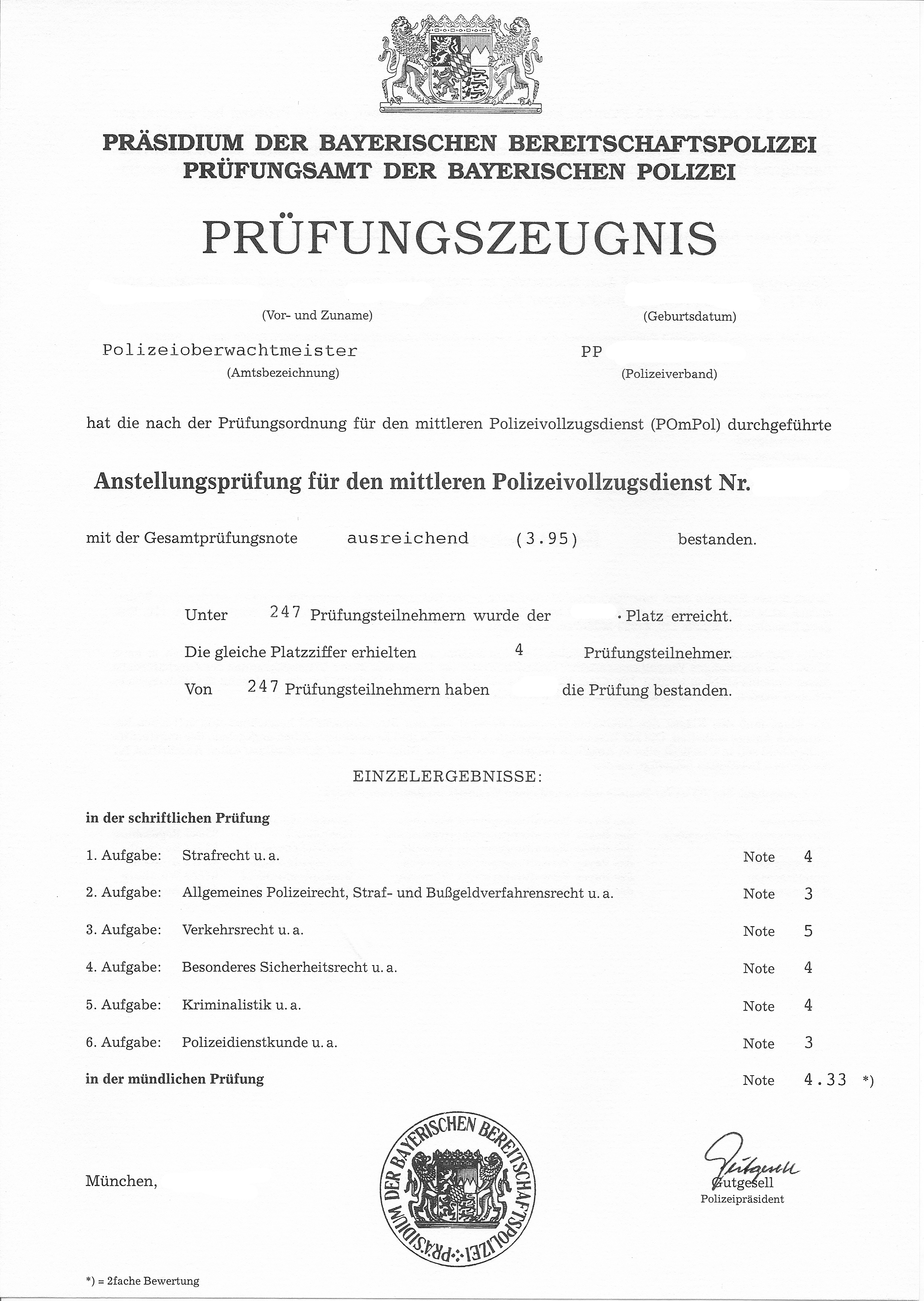
Prüfungszeugnis für den Anstellungslehrgang (1990er Jahre)

Es gibt einige Fächer, die den Beamten durch die gesamte Ausbildung oder aber abschnittsweise begleiten.
Theorie:
- Allgemeines Polizeirecht
- Berufsethik
- Beamtenrecht
- Besonderes Sicherheitsrecht
- Strafrecht
- Verkehrsrecht
- Waffen- und Schießausbildung
- Kommunikations- und Konfliktbewältigung
- Elektronische Datenverarbeitung (IT)
- Politische Bildung/Zeitgeschehen
- Englisch
- Kriminalistik

Praxis:
- Sport
- Selbstverteidigung (epSVe)
- Polizeiliches Einsatzverhalten
- Waffen- und Schießausbildung
- Geschlossener Einsatz

Während der Ausbildung haben die Beamten unter anderem folgende Qualifikationen zu erlangen:
- Fahrsicherheitstraining
- Erste Hilfe
- Sport (Laufen, Schwimmen, Fitnesstest, Hindernisparcours, Leichtathletik...)
- Selbstverteidigung (epSVe)
- Schießleistungen

Zudem besuchen die Beamten, teilweise auch außerhalb der Bereitschaftspolizei, verschiedene Workshops mit unterschiedlichem Inhalt. Diese dauern zwischen einem halben und mehreren Tagen.
Während der Ausbildung wird sowohl das theoretische als auch das praktische Wissen zur Berufsausübung vermittelt, allerdings mit dem deutlichen Schwerpunkt Theorie. Daneben werden innerhalb der Ausbildung verschiedene Sportnachweise verlangt und Tests im Fach Selbstverteidigung durchgeführt.
Die Notenvergabe erfolgt nach Klausuren und unangekündigten Tests. Zudem werden mündliche Noten vergeben. Die Klausuren werden im 1. Ausbildungsabschnitt in den Fächern Allgemeines Polizeirecht, Beamtenrecht, Politische Bildung/Zeitgeschehen, Strafrecht und Verkehrsrecht durchgeführt. Danach erfolgen die Klausuren fächerübergreifend in den sogenannten „Leitthemen“.
Im ersten Abschnitt wird ca. in der 8. Woche eine „Infowoche“ bei einer Polizeiinspektion durchgeführt, in der dem Beamten die praktischen Abläufe innerhalb der Polizei dargestellt werden sollen. Im Verlauf des dritten Abschnittes absolvieren die Beamten in Ausbildung ein vierwöchiges und im vierten Abschnitt ein dreimonatiges Praktikum bei einer Polizeiinspektion. Dabei geht es darum, erlernte Inhalte zu verfestigen und in die Praxis umzusetzen. Der Beamte wird in den Schichtdienst einer Dienstgruppe eingegliedert und leistet Dienst wie ein ausgebildeter Polizist, wird jedoch durch einen erfahrenen Beamten, den Praxisbegleiter, angeleitet.

### Sonderprogramm München
Das Sonderprogramm München stellt eine Ausnahme im Ausbildungsablauf dar. Es soll älteren Bewerbern zwischen 24 und 34 Jahren den Einstieg ermöglichen. Sie verrichten nach der Ausbildung ebenso wie die Bewerber der Rangliste München ihren Dienst in München.
Die Einstellungsvoraussetzungen für das Sonderprogramm München gelten die Einstellungsvoraussetzungen der 2. QE.
Die Ausbildungsdauer ist auf 20 Monate verkürzt, in dieser Zeit wird eine Intensivausbildung durchgeführt. Die Praktika werden mit einer Dauer von zwei Monaten zusammengelegt. Ziel ist ebenso wie bei der Ausbildung im mittleren Dienst, gelernte Inhalte in der Praxis zu verfestigen und umzusetzen.
Die Ernennung zum Polizeioberwachtmeister erfolgt ebenso wie bei der Rangliste Bayern / München nach 12 Monaten. Die Ausbildung findet in der VI. Bereitschaftspolizeiabteilung in Dachau statt. Die Anwärter des Sonderprogrammes beginnen ihre Ausbildung jeweils zum 1. Januar oder zum 1. Juli.
Die Ausbildung erfolgt nach denselben Grundsätzen wie bei der Rangliste Bayern / München, allerdings werden bestimmte Inhalte gestrafft. Es erfolgt keine Gliederung der Ausbildung in Modulen.
Eine Bewerbung sowohl für die Ranglisten Bayern / München als auch für das Sonderprogramm München ist nicht möglich; eine parallele Bewerbung für den gehobenen Dienst hingegen schon.
Das Sonderprogramm München soll zum 1. Januar 2018 ausgesetzt werden. Dafür wird das Höchstalter für die reguläre Ausbildung auf das noch nicht vollendete 31. Lebensjahr angehoben.

## Studium zum Polizeikommissar in der 3. QE

### Grundlegendes
Die Ausbildung zum Polizeikommissar bei der bayerischen Polizei geschieht in Form eines Studiums, das der Anwärter mit dem Titel Diplom-Verwaltungswirt (FH) abschließt. Das insgesamt dreijährige Studium besteht aus drei berufspraktischen Abschnitten (Semestern) und drei fachtheoretischen Abschnitten (Semestern). Jeder Abschnitt dauert 6 Monate und erfordert verschiedene Qualifikationen. Werden diese nicht bestanden, so kann der Studierende nicht in den nächsten Abschnitt vorrücken. Das Studium findet überwiegend an der Hochschule für den öffentlichen Dienst in Bayern - Fachbereich Polizei (HföD FB Polizei) mit den Standorten Fürstenfeldbruck, Sulzbach-Rosenberg und Kastl statt.
Das Studium gliedert sich folgendermaßen auf:
- 1. berufspraktischer Abschnitt (1.bpA)
- 2. berufspraktischer Abschnitt (2.bpA)
- 1. fachtheoretischer Abschnitt (1.ftA)
- 3. berufspraktischer Abschnitt (3. bpA)
- 2. fachtheoretischer Abschnitt (2.ftA)
- 3. fachtheoretischer Abschnitt (3.ftA)

Je nach Vorkenntnissen des Bewerbers verläuft das Studium unterschiedlich. Die sog. Direkteinsteiger haben das o. g. Bewerbungsverfahren der 3. Qualifikationsebene absolviert und werden als Berufsanfänger bei der bayerischen Polizei eingestellt. Sie durchlaufen daher das gesamte dreijährige Studium. Die Direkteinsteiger setzen sich aus den Einsteigern und den Umsteigern zusammen. Die Einsteiger haben keinerlei polizeiliche Berufserfahrung. Die Umsteiger haben die Ausbildung in der 2. Qualifikationsebene begonnen, sie vor Vollendung jedoch abgebrochen, um in das Studium der 3.QE zu wechseln. Die Einstellungsdienstbezeichnung für Direkteinsteiger ab dem 1.bpA ist Polizeikommissaranwärter; nach Bestehen des 2.bpA erfolgt die Ernennung zum Polizeioberwachtmeister (A5). Dieser Dienstgrad existiert nur in Bayern.
Daneben gibt es die sog. Verkürzer. Diese haben die Ausbildung zum Polizeimeister in der 2.QE bereits abgeschlossen und bewerben sich ebenfalls über das o. g. Bewerbungsverfahren der 3.QE zum Studium. Sie müssen nach erfolgreicher Einstellung ihr Beamtenverhältnis und ihren Dienstgrad des Polizeimeisters oder Polizeiobermeisters in der 2.QE aufgeben und werden anschließend in der 3.QE neu eingestellt. Sie verkürzen das Studium allerdings um 12 Monate und starten es im 1.ftA. Die Verkürzer tragen daher ab dem 1.ftA die Dienstbezeichnung Polizeikommissaranwärter und werden anschließend zu Beginn des 3. berufspraktischer Abschnitt (3. bpA) ebenfalls zum Polizeioberwachtmeister (A5) ernannt.
⇒ Die Bezüge betragen, mit Stand vom 1. Januar 2023 für Polizeikommissaranwärter ca. 1.400 € (netto) (Anwärtergrundbetrag) und für Polizeioberwachtmeister (A5) ca. 2.140 € (netto). Hinzu kommen gegebenenfalls eine Polizeizulage sowie Trennungsgeld oder Familienzuschläge. Als Polizeikommissaranwärter ist der Beamte „Beamter auf Widerruf“, ab dem Dienstgrad Polizeioberwachtmeister ist er „Beamter auf Probe“.
Den überwiegenden Teil der Studienjahrgänge bilden aber die sog. Aufsteiger. In der Regel handelt es sich dabei um Polizeihauptmeister aus der 2.QE, welche sich über interne Aufstiegsverfahren zum Studium in die 3.QE qualifiziert haben. Diese starten ebenfalls das Studium im 1.ftA und behalten durch einen Laufbahnwechsel ihren Dienstgrad und ihre Besoldungsgruppe.

### Verlauf des Studiums
| Abschnitt                               | Inhalte | Studierende                           | Abschluss                                        | Standort |
| --------------------------------------- | --- | ------------------------------------- | ------------------------------------------------ | --- |
| 1. berufspraktischer Abschnitt (1.bpA)  | Vermittlung von Rechtsgrundlagen und ersten praktischen Grundlagen | Direkteinsteiger                      | Zwei Klausuren in Rechtsfächern                  | HföD FB Polizei - Sulzbach-Rosenberg |
| 2. berufspraktischer Abschnitt (2.bpA)  | Intensive Vermittlung von praktischen Grundfertigkeiten im Bereich Schießen, Fahren, Selbstverteidigung und polizeilichen Einsatztrainings | Direkteinsteiger                      | Diverse praktische Leistungen (siehe unten)      | II. Bereitschaftspolizeiabteilung Eichstätt |
| 1. fachtheoretischer Abschnitt (1.ftA)  | Vertiefung von Rechtsfächern und Wissenschaftlichen Nebenfächern, sowie Führungslehre und Einsatzmanagement. | Direkteinsteiger Verkürzer Aufsteiger | Insgesamt 6 Klausuren aus allen Bereichen        | HföD FB Polizei - Alle Standorte (I.d.R. heimatnah) |
| 3. berufspraktischer Abschnitt (3. bpA) | Einsatztaktische Ausbildung (ETA) (früher: Zugführerlehrgang) bei der bayerischen Bereitschaftspolizei (7 Wochen) In der restlichen Zeit Praktikum auf Polizeidienststellen der bayerischen Polizei ⇒ Für Direkteinsteiger & Verkürzer: Einzeldienst auf Polizeiinspektionen der bayerischen Polizei ⇒ Für Aufsteiger: Je nach vorheriger Verwendung auch Praktikum bei der Kriminalpolizei oder dem Landeskriminalamt möglich | Direkteinsteiger Verkürzer Aufsteiger | Klausur während der Einsatztaktischen Ausbildung | I. Bereitschaftspolizeiabteilung München II. Bereitschaftspolizeiabteilung Eichstätt IV. Bereitschaftspolizeiabteilung Nürnberg + Praktikum: Fast alle Dienststellen der bayerischen Polizei möglich |
| 2. fachtheoretischer Abschnitt (2.ftA)  | Weitere Vertiefung von Rechtsfächern und Wissenschaftlichen Nebenfächern, sowie Führungslehre und Einsatzmanagement. | Direkteinsteiger Verkürzer Aufsteiger | Qualifikationsprüfung 1                          | HföD FB Polizei - Alle Standorte (I.d.R. heimatnah) |
| 3. fachtheoretischer Abschnitt (3.ftA)  | Abschlussprüfungen, Projekt und Y-Ausbildung | Direkteinsteiger Verkürzer Aufsteiger | Qualifikationsprüfung 2 + mündliche Prüfung      | HföD FB Polizei - Alle Standorte (I.d.R. heimatnah) |

Die Unterbringung erfolgt i. d. R. an den jeweiligen Standorten, dort werden die Studierenden auch entgeltlich verpflegt. Die Direkteinsteiger und Verkürzer erhalten während der Zeit des Studiums die freie Heilfürsorge.

#### Überblick über den 1. und 2. berufspraktischer Abschnitt für Direkteinsteiger
Der Anwärter lernt in den ersten beiden Abschnitten die rechtlichen und praktischen Grundzüge polizeilichen Handelns. Alle Polizeikommissaranwärter aus Bayern absolvieren den 1.bpA am Standort Sulzbach-Rosenberg der Hochschule für den öffentlichen Dienst in Bayern - Fachbereich Polizei und schließen diesen mit zwei Klausuren aus verschiedenen Rechtsfächern ab. Anschließend verbringen sie bei zwei Hospitationen vier Wochen in einer Polizeiinspektion und zwei Wochen in einer Kriminalpolizeiinspektion.
Der 2.bpA wird anschließend von allen Direkteinsteiger aus Bayern bei der II. Bereitschaftspolizeiabteilung in Eichstätt absolviert. Dort verstärkt sich die Ausbildung deutlich hinsichtlich praktischer Kenntnisse; es werden Sport- und Schießleistungen verlangt. Dabei ist die Bandbreite der unterrichteten Fächer ähnlich denen in der 2. QE. Zum Absolvieren des 2.bpA werden die folgenden Leistungen verlangt:
- 30-Minuten-Ausdauerlauf.
- Leichtathletik Leistungen, bestehend aus 100 m Sprint, 400 m Sprint und einem Koordinationssprung.
- Fitness-Test, bestehend aus Bankdrücken, Bankziehen, Kleinbankspringen und einem Pendellauf.
- Schwimmleistungen auf 100 m und 600 m.
- Bestehen einer Selbstverteidigungsprüfung.
- Fahrsicherheitstrainings zur Befähigung des Führens von Einsatzfahrzeugen unter Sonder- und Wegerechten.
- Deutsches Rettungsschwimmabzeichen Bronze oder Silber gem. Vorgaben der DLRG.
- Erste-Hilfe-Kurs in Taktischer Einsatzmedizin.
- Kontrollübung im Schießen mit der HK SFP9 und der MP5.
- IT-Prüfung im Umgang mit polizeilichen Programmen.

Des Weiteren erfolgen noch diverse Einweisungen in verschiedene Einsatzmittel und -geräte.
Erst nach erfolgreichem Absolvieren der o. g. Leistungen erfolgt die Ernennung zum Polizeioberwachtmeister. Diese Dienstbezeichnung ist formal gleichwertig zur 2. QE, unterscheidet sich jedoch optisch durch die Schulterstücke. In der 2. QE ist es ein blauer Stern, im gehobenen ein silberner Querbalken.

#### Überblick über den 3. berufspraktischen Abschnitt
Alle Studierenden müssen entweder zu Beginn, in der Mitte oder zum Ende des Abschnitts die Einsatztaktsiche Ausbildung (ETA) absolvieren. Dies findet entweder bei der I. Bereitschaftspolizeiabteilung in München, der IV. Bereitschaftspolizeiabteilung in Nürnberg oder der II. Bereitschaftspolizeiabteilung in Eichstätt statt. Den Standort und den Zeitpunkt können die Studierenden selbst wählen. Im Rahmen der ETA führen die Studierenden Einsätze als Einsatzzug der bayerischen Bereitschaftspolizei durch.
Den restlichen Abschnitt verbringen die Studierenden bei verschiedenen Dienststellen der bayerischen Polizei. Für die Direkteinsteiger und die Verkürzer ist ein Praktikum an einer Polizeiinspektion vorgesehen. Dabei können die Studierenden zwischen allen Polizeiinspektionen in Bayern frei wählen. Des Weiteren ist es möglich zwei Wochen des Praktikums auf einer Dienststelle in einem anderen Bundesland zu verbringen.
Die Aufsteiger der Schutzpolizei müssen das Praktikum bei der Kriminalpolizei oder dem Landeskriminalamt ableisten und die Aufsteiger der Kriminalpolizei wiederum bei der Schutzpolizei. Beamte der Bereitschaftspolizei müssen das Praktikum ebenfalls bei der Schutzpolizei ableisten.

### Abschluss des Studiums
Um das Studium erfolgreich abzuschließen, müssen alle Studierenden die Qualifikationsprüfung 1 und 2 sowie eine mündliche Prüfung absolvieren. Die Vorgaben der Abschlussprüfung und die Berechnung der Abschlussnote richten sich nach der Verordnung über die Fachlaufbahn Polizei und Verfassungsschutz (FachV-Pol/VS).
Nach dem Ableisten der Prüfungen werden die Studierenden bereits bei ihrer Erstverwendung eingesetzt. Die anschließende Ernennung zum Polizeikommissar erfolgt erst nach Korrektur und erfolgreichem Abschluss der Prüfungen. Die Studierenden erhalten daraufhin den Titel Diplom-Verwaltungswirt (FH).

## Sonstiges

### Ziele von Ausbildung und Studium

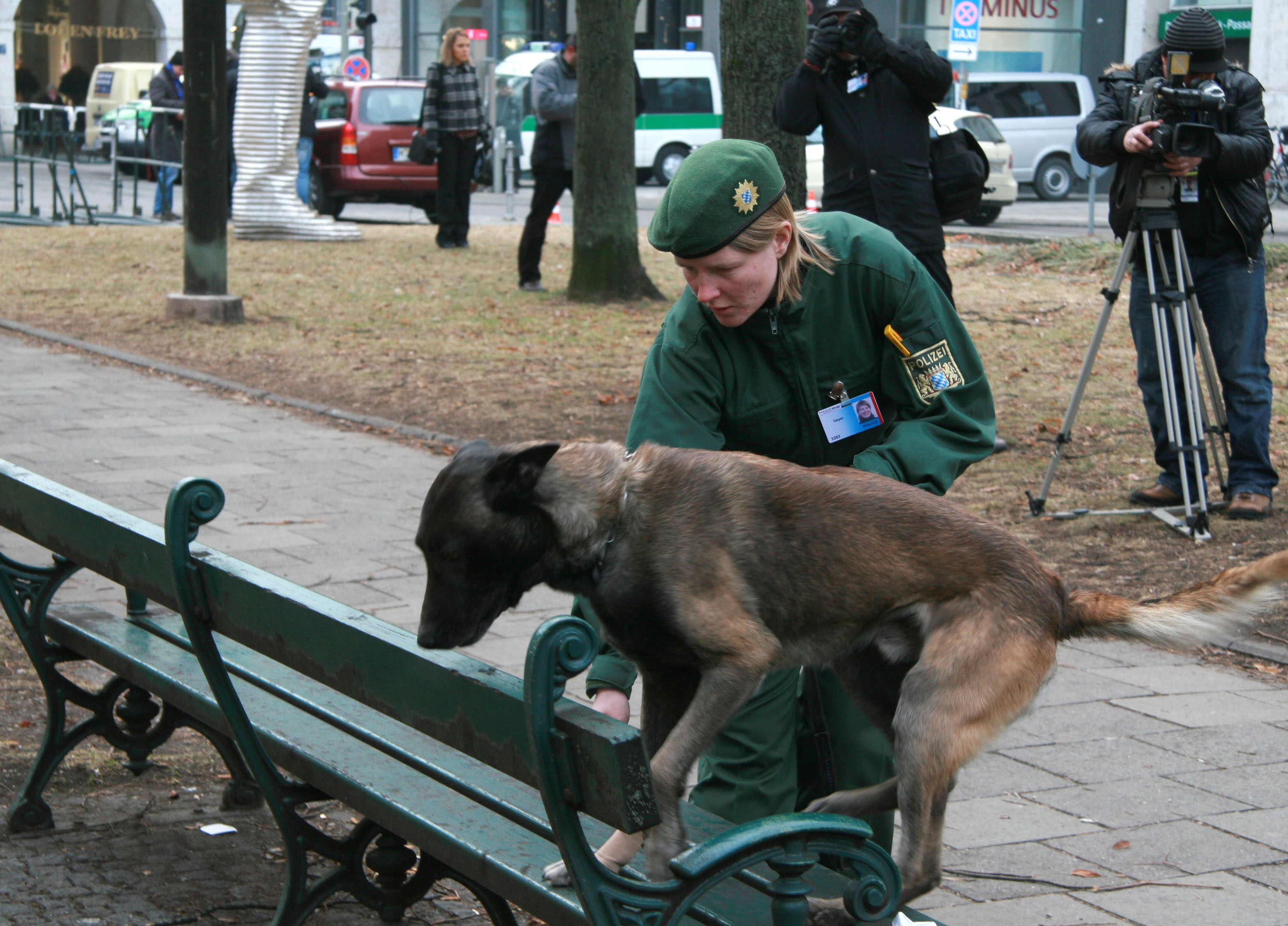
Diensthundeführerin mit Hund

Das Ziel der Ausbildung ist die Befähigung für die Ernennung zum Polizeimeister im Beamtenverhältnis auf Probe. Das spätere Berufsbild ist der Einsatz bei einer Polizei- oder Verkehrspolizeiinspektion im Schichtdienst innerhalb einer Dienstgruppe. Auch verschiedene andere Einsatzmöglichkeiten sind denkbar, zum Beispiel (abhängig von der bisher geleisteten Dienstzeit) Hundeführer, Beamter der Ermittlungsgruppe oder der Verfügungsgruppe. Es besteht bei entsprechender Leistung auch die Möglichkeit des Laufbahnwechsels in den gehobenen Dienst.
Im Anschluss an die Ausbildung folgt für Beamte des mittleren Dienstes der Dienst in einer Hundertschaft, sie bleiben also vorerst organisatorisch der Bereitschaftspolizei zugeordnet. Dabei beträgt die Mindestverweildauer 6 bis 24 Monate, zurzeit liegt sie bei 19 Monaten.
Das Ziel des Studiums hingegen ist die Befähigung für die Ernennung zum Polizeikommissar im Beamtenverhältnis auf Probe. Die typische Tätigkeit ist eine leitende Funktion beispielsweise innerhalb einer Dienstgruppe als Dienstgruppenleiter oder, bei der Bereitschaftspolizei, als Zugführer innerhalb einer Hundertschaft. Mit steigendem Dienstalter können auch leitende Positionen anderer Bereiche, zum Beispiel der Ermittlungsgruppe oder der Verfügungsgruppe erreicht werden.
Im Anschluss an das Studium erfolgt eine zweijährige Einführung in die Aufgaben eines leitenden Beamten (im Normalfall als stellv. Dienstgruppenleiter in München).
Nach Ausbildung / Studium stehen noch verschiedene andere Berufsmöglichkeiten zur Verfügung, darunter Verwendungen bei der Bayerischen Bereitschaftspolizei, bei der Kriminalpolizei, beim Bayerischen Landeskriminalamt, bei der Wasserschutzpolizei sowie bei Spezialeinheiten.

### Ausbildungsliteratur

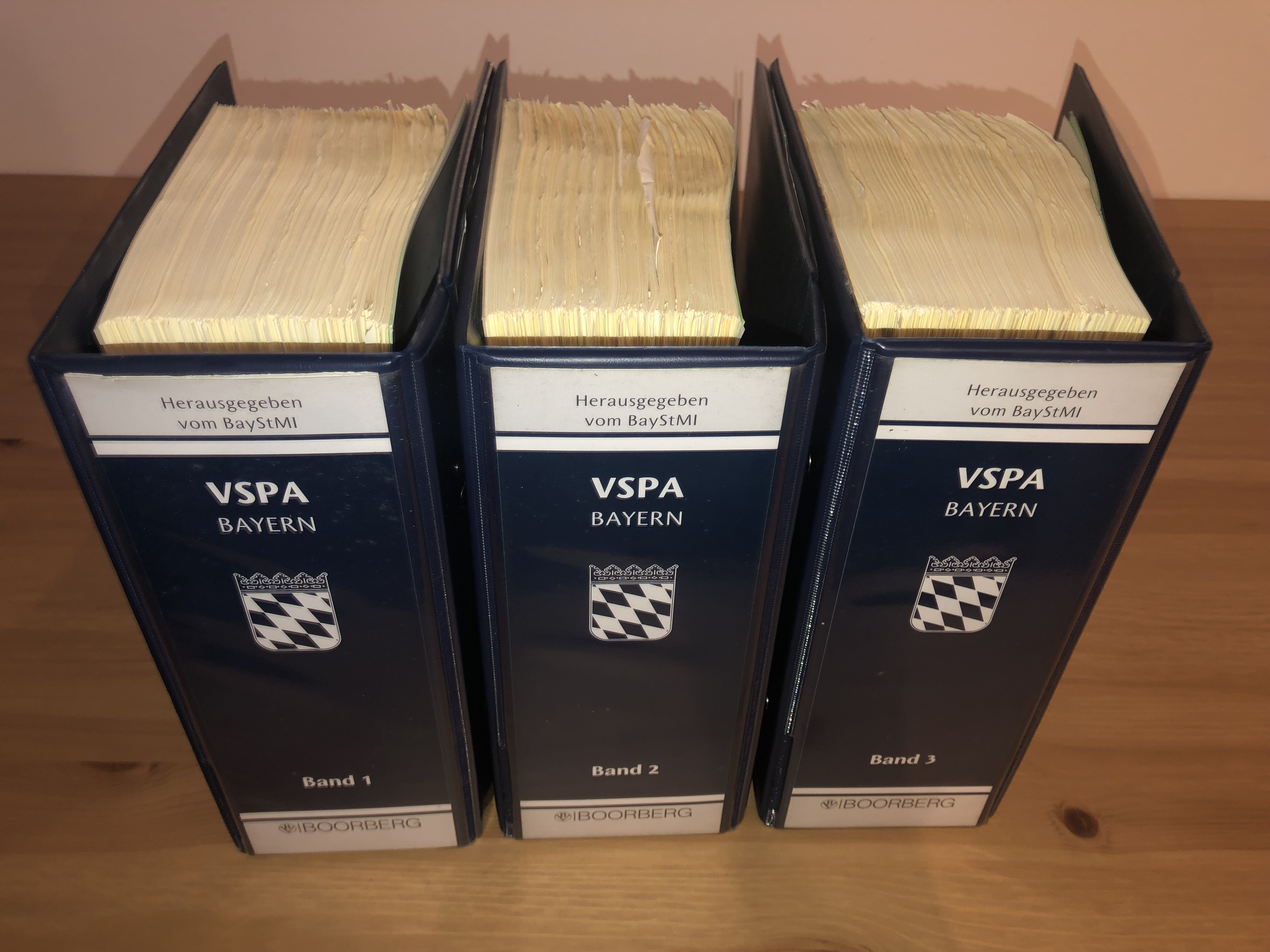
VSPA

Für die Ausbildung und die Laufbahnprüfung wird die dreibändige, 9.000 Seiten umfassende Vorschriftensammlung für die Polizeiausbildung in Bayern (VSPA) in Loseblattform, herausgegeben vom Bayerischen Staatsministerium des Innern, verwendet. Die Schriftleitung hat das Prüfungsamt der Bayerischen Bereitschaftspolizei. Die VSPA ist zugelassenes Prüfungshilfsmittel bei Laufbahnprüfungen. Sie erscheint im Boorberg-Verlag. Als Alternative dazu wird auch das Polizeifachhandbuch (Ausgabe Bayern) in fünf Bänden und mit einem Umfang von ca. 6.300 Seiten aus dem Verlag Deutsche Polizeiliteratur benutzt.

### Bekleidung
Die Berufsbekleidung bekommt der Anwärter zu Beginn der Ausbildung oder des Studiums ausgehändigt. Die Erstausstattung umfasst auch Sportkleidung und -ausrüstung sowie Bekleidung für Ju-Jutsu. Auch die ballistische Schutzweste ist Teil dieser Ausstattung. Eine darüber hinausgehende Ausstattung bzw. Bekleidung erfolgt freiwillig und auf eigene Kosten; dies gilt sowohl für Dienst- als auch für Sportbekleidung.
Nach der Ausbildung muss sich der Beamte selbst mit Bekleidung ausstatten, dafür wird vom Dienstherrn ein Bekleidungsgeld gezahlt.